# Puente de la Virgen (Villanueva de los Infantes)
El conocido como puente de la Virgen es un puente de origen medieval, construido sobre el río Jabalón. Se sitúa cerca de la Ermita de la Virgen de la Antigua, en Villanueva de los Infantes (provincia de Ciudad Real, Castilla-La Mancha, España).
En 1993 fue declarado Bien de Interés Cultural con categoría de Monumento.

## Situación geográfica
El puente está muy asociado a la familia Muñoz Triviño. Con esta construcción, Triviño se aseguraba el paso a sus vastas posesiones a la vez que le servía de la ostentación y propaganda de su poder, ya que el puente es parte del Camino Real que conducía al sur a Torre de Juan Abad y a Villamanrique.
El paso natural del valle del Guadalquivir que se abre al sur de estas localizaciones justifica el desarrollo y dimensión que alcanzó Villanueva de los Infantes, puesto que se ubica en el corredor que lo comunica con la Meseta castellana.
El puente es una confirmación del gran auge que experimentó Villanueva de los Infantes desde el siglo XVI, que fue acompañado a su vez por una nueva articulación de sus vías y caminos, pero con el paso de los años la roturación, el desigual y brusco régimen de lluvias del Campo de Montiel  alteraron de tal modo el paisaje del valle que todos los puentes de la zona tuvieron que ser restaurados en mayor o menor medida, a finales del siglo XVIII.

## Características constructivas
Tanto las características técnicas como la fecha de la construcción del puente ponen de manifiesto la importancia de la comarca de Campo de Montiel dentro de las comunicaciones de la península ibérica en la Edad Moderna.
El puente de la Virgen es un puente de 3 arcos hecho de sillería de arenisca, cuyo fin es salvar el río Jabalón y mantener el tránsito hacia el sur de Villanueva de los Infantes.
Se puede destacar varios aspectos:
- Solidez constructiva.
- Bóvedas de cañón.
- Elevación central ligera.
- Muros laterales de encauzamiento.
- Inscripción y escudo de armas en el alzado aguas abajo.

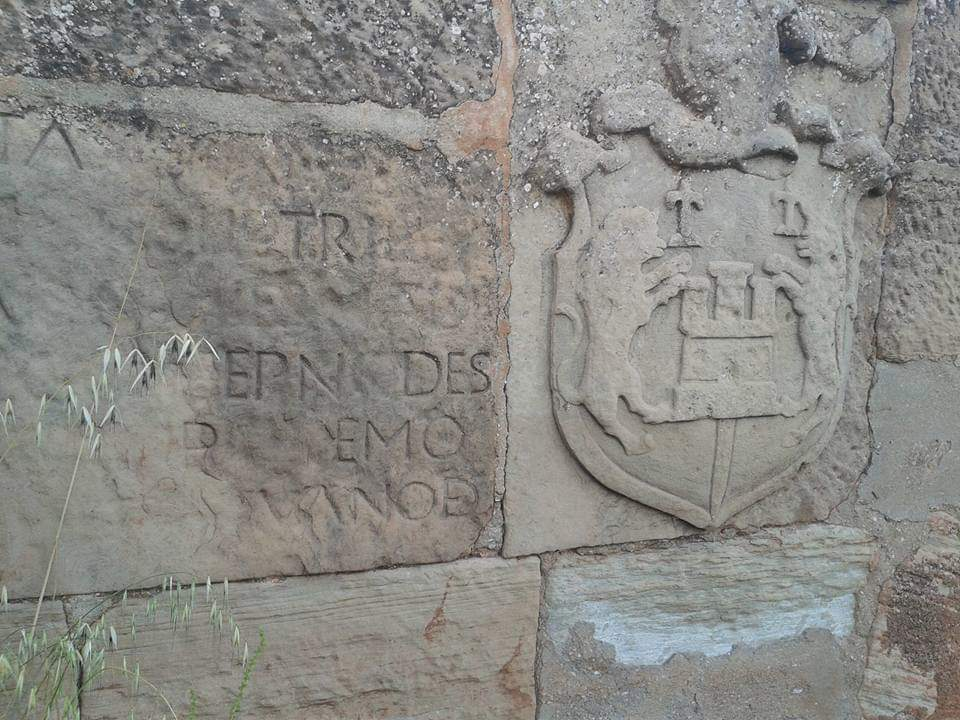
Escudo de la familia Triviño junto a su inscripción.

Aunque en un primer momento el puente fue interpretado como romano, no tiene ningún elemento de esa etapa histórica. Es más, aunque la fragilidad de la piedra arenisca haga ilegible la inscripción que se halla aguas abajo, el escudo que la acompaña, Según J.A Gómez, identifica la construcción con Fernando Muñoz Triviño, poderoso hidalgo afincado en Villanueva de los Infantes entre los siglos XVI y XVII.

## Acceso
Al puente se llega por el camino que se dirige al Santuario de la Virgen de la Antigua; es un camino bien asfaltado.